# Who’s Got Trouble?
Who’s Got Trouble? — третий студийный альбом американской рок-группы Shivaree, выпущенный 11 января 2005 года.

## Список композиций
1. «New Casablanca» — 3:07
2. «I Close My Eyes» — 3:55
3. «Someday» — 2:11
4. «Lost In A Dream» — 4:37
5. «Little Black Mess» — 4:32
6. «Mexican Boyfriend» — 3:40
7. «The Fat Lady Of Limbourg» — 4:13
8. «Gone 2 Far» — 2:55
9. «Baby Girls» — 5:20
10. «It Got All Black» — 4:02
11. «I Will Go Quietly» — 4:48

## Участники записи
- Shivaree:
  - Амброзия Парсли — вокал
  - Дэнни Макгаф — клавишные, продюсер
  - Дюк Маквинни — гитара, бас-гитара
- Victor Van Vugt — продюсер
- Fred Cash, Mike Duclos — бас-гитара
- George Javori, Phil Hernandez — ударные, перкуссия
- Bertrand Burgalat — клавишные
- Chris Maxwell, Doug Weiselman — гитара
- Jane Scarpantoni — виолончель
- Amy Helm — бэк-вокал
- Joan Wasser, Maxim Mosten — скрипка
- Greg Calbi, Steve Fallone — мастеринг
- Victor Van Vugt, Raphael Laski, Scott Serota, Matthias Froidefond — сведение
- Melanie Nissen, Mike Lohr — фото, оформление